# Florida-Bulldoggfledermaus

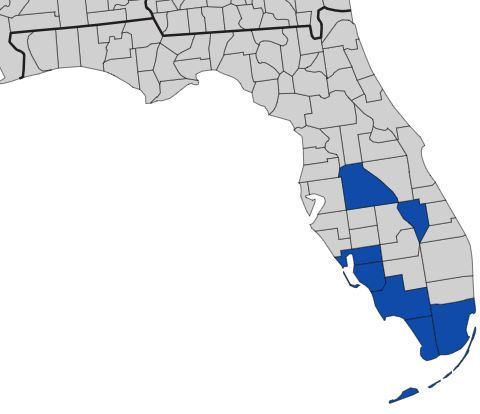
Verbreitungsgebiet der Florida-Bulldoggfledermaus

Die Florida-Bulldoggfledermaus (Eumops floridanus) ist ein im Südosten der USA verbreitetes Fledertier in der Gattung der Bulldoggfledermäuse. Die Population zählte bis zum Jahr 2004 als Unterart der Wagner-Bulldoggfledermaus (Eumops glaucinus).

## Merkmale
Mit einer Gesamtlänge von 130 bis 165 mm, inklusive eines 46 bis 57 mm langen Schwanzes und einem Gewicht von 30 bis 47 g ist die Art eine große Fledermaus. Die Hinterfüße sind 11 bis 15 mm lang, die Länge der Ohren beträgt 20 bis 31 mm und die Flügelspannweite ist 490 bis 510 mm. Typisch ist glänzendes Fell mit einer schwarzen, graubraunen oder zimtbraunen Farbe. Die Unterseite ist von hellerem Fell bedeckt und der Abschnitt an den Haarwurzeln ist weiß. Die breiten abgerundeten Ohren sind auf der Stirn miteinander verbunden. Ein langer schmaler Fersensporn (Calcar) und borstige Haare an den Zehen kennzeichnen die Hinterfüße. Die Spitze des Schwanzes ragt aus der nackten Schwanzflughaut. Ein weiteres Merkmal ist der moschusartige Duft der Florida-Bulldoggfledermaus.

## Verbreitung
Die Art ist von drei Fundstellen im südlichen Florida bekannt. Sie hält sich in Wäldern und in offenen Siedlungsgebieten auf.

## Lebensweise
Die Ruheplätze der Florida-Bulldoggfledermaus liegen in Baumhöhlen, unter den Dächern älterer Gebäude, in Felsspalten und zwischen Palmenblättern. Die Baumhöhlen werden teilweise von Spechten geschaffen.
Diese Fledermaus frisst vorwiegend Käfer, Zweiflügler und andere Insekten. Die Exemplare werden in der kalten Jahreszeit träge, doch sie halten keinen Winterschlaf. Am Ruheplatz bilden sich meist kleine Gruppen. Nach der Abenddämmerung fliegt die Florida-Bulldoggfledermaus oft 10 Meter oder höher über dem Grund. Die Art besitzt einen hellen für Menschen hörbaren Schrei. Sie kann längere Strecken mit wenigen Flügelschlägen fliegen. Ungeachtet dessen sind keine Wanderungen zu entfernten Unterschlüpfen bekannt.
Vor der Paarung sondert eine Drüse auf der Kehle der Männchen eine ölige Flüssigkeit ab. Neugeborene konnten in unterschiedlichen Monaten dokumentiert werden. Es ist noch nicht geklärt, ob Geburten saisongebunden sind. Ein Wurf besteht aus einem Nachkommen. Die Lebenslänge wird auf 10 bis 15 Jahre geschätzt. Einige Exemplare fallen Eulen zum Opfer.

## Gefährdung
Landschaftsveränderungen, Pestizide gegen Insekten sowie Hurrikans, die Bäume fällen, wirken sich negativ auf den Bestand aus. Die Gesamtpopulation betrug im Jahr 2015 schätzungsweise 3000 bis 5000 erwachsene Exemplare. Die IUCN listet die Art deshalb als gefährdet (vulnerable).